# مالیس مایزر
مالیس مایزر (به انگلیسی: MALICE MIZER) یک گروهٔ موسیقی راک ویژوال کی می‌بود که از سال ۱۹۹۲ تا ۲۰۰۱ در حال فعالیت بود. این گروه به خاطر موسیقی و اجراهای زنده خود شناخته می‌شدند؛ در اجراهایشان از لباس‌های تاریخی پر زرق و برق و دکورهای جذاب صحنه استفاده می‌شد و قطعات کوتاه تئاتر بی‌کلام به عنوان مقدمه‌ای برای آهنگ‌ها اجرا می‌شد.